# Housing

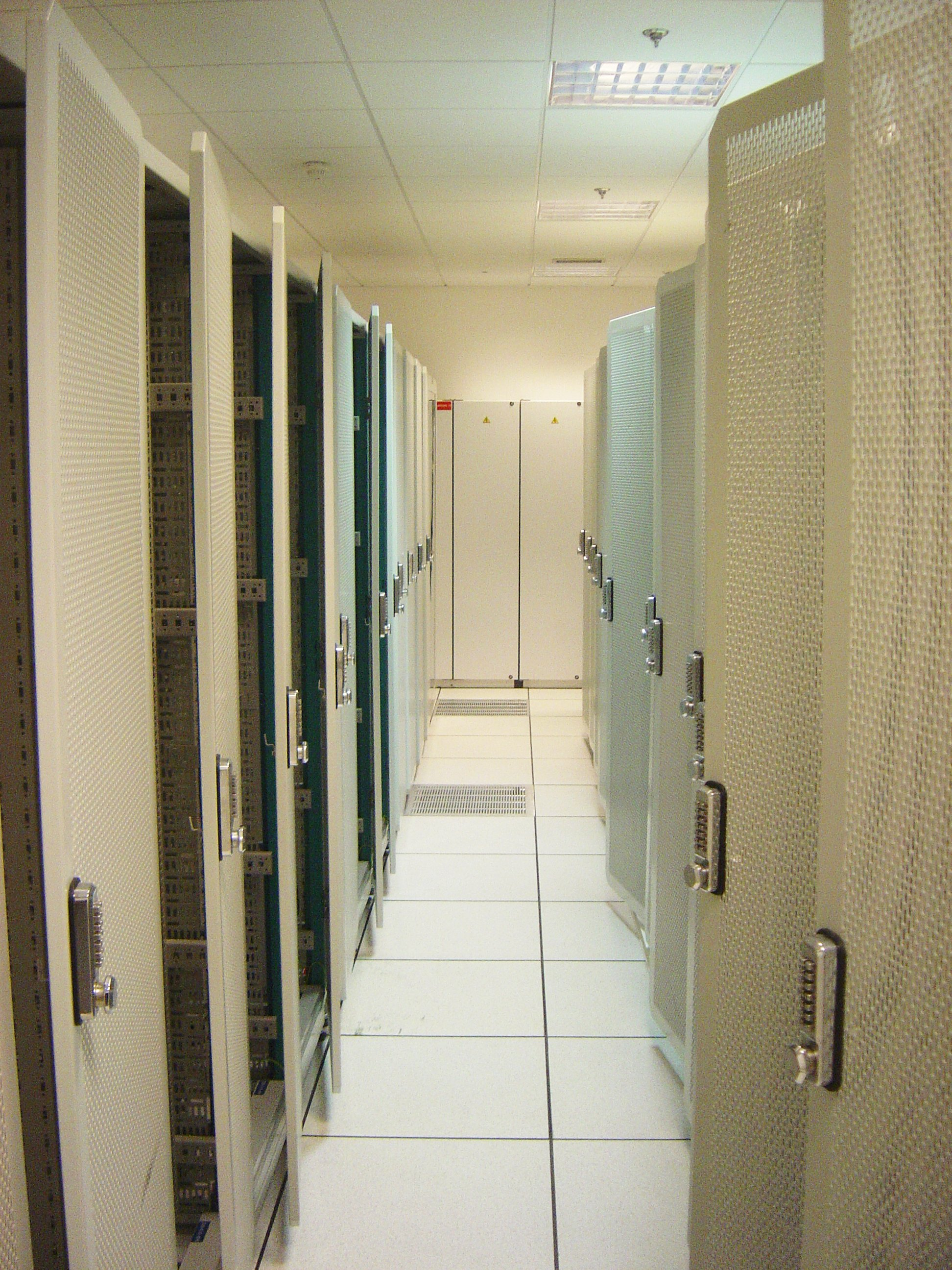
Centro de datos preparado para Housing.

El housing, también conocido como colocation o server homing, es una modalidad de alojamiento de servidores para principalmente empresas que consiste en externalizar los equipos a un centro de datos. Este servicio de alojamiento es práctico, especialmente si una empresa no tiene las suficientes capacidad para cumplir con los requisitos mínimos de un equipo para su funcionamiento correcto.
El housing consiste básicamente en vender o alquilar un espacio físico de un centro de datos para que el cliente coloque ahí su propio ordenador. La empresa le da la corriente y la conexión a Internet, pero el servidor lo elige completamente el cliente, incluso el hardware. El espacio donde se almacena el servidor normalmente se llama la "sala de servidores" y debe contar con un clima adecuado para los equipos.

## Ubicación y seguridad[3]
El servicio de housing debe contar con la protección física del servidor, aparte de la alimentación eléctrica y la conexión a internet. Quiere decir, climatización las 24 horas y alarmas u otras medidas contra posibles intrusos. Además, las salas del establecimiento deberían contar con protección contra los incendios, para asegurar que los servidores permanezcan fuera de peligro. El servicio de housing es dirigido hacia los clientes que tienen su propio servidor dedicado (máquina física) y requieren almacenar el dispositivo en un lugar seguro. Muchas veces, es más costoso y demandante crear un espacio en la propia empresa donde almacenar un servidor dedicado de forma segura, por lo tanto, muchas empresas se dirigen a proveedores de housing. Esta es la diferencia fundamental entre el hosting y el housing, en los casos de housing la empresa proveedora proporciona el espacio físico para alojar un servidor que no es de la empresa, y en los casos de hosting, el proveedor del alojamiento web es el dueño de los servidores donde se almacena toda la información. Adicionalmente, algunos argumentan que la externalizacion de los servicios técnicos a una empresa con alto conocimiento del rubro de housing puede ser bastante favorable, porque el servicio de housing y hosting: "permite incrementar la competitividad de la empresa al convertir costos fijos en variables y permitir la focalización de la empresa en su ámbito de negocio tradicional y no en los problemas de la informática y las comunicaciones"
Con un plan de housing, el cliente es responsable de la mantención interna del servidor dedicado, es su responsabilidad asegurar que todo esté funcionando correctamente desde el hardware hasta el software. Esto es un punto importante a tomar en cuenta al contratar un servicio de housing, además es recomendable escoger un proveedor con un conocimiento alto del alojamiento de servidores dedicados. A veces, uno puede solicitar soporte técnico con un plan de housing, sin embargo, esto normalmente implica un costo adicional.